# جدر وجدرين
جدر وجدرين هو شُعيب (وادي صغير) في غرب مدينة السلمان بقضاء السلمان، في محافظة المثنى في صحراء الحجرة من البادية العراقية بجنوب العراق، وقد جعلته وزارة الداخلية العراقية سنة 1956 ضمن حدود منازل عشيرة الدهامشة وآبارها.